# François Joseph Edmond Regout
François Joseph 'Edmond' Regout (Meerssen, 20. července 1870 – Itteren, 7. května 1926) byl nizozemský cestovatel, amatérský fotograf, rentiér a velký vlastník půdy. Byl vnukem maastrichtského podnikatele Petra Regouta a cestoval do Irska, Severní Ameriky, Nizozemské východní Indie, Číny a Japonska. Po svém putování se usadil jako stevard a později majitel zámku Meerssenhoven poblíž Itterenu.

## Životopis
Edmond Regout byl potomkem známé rodiny maastrichtských továrníků Regoutových. Byl druhým z pěti synů Gustava Jeana Huberta (dále jen „Gustave“) Regouta (1839–1923) a Marie Louisy Philippinny Ghislaine Eugenie („Louise“) Pétryové (1849–1916). Narodil se na panství Vaeshartelt, kam se jeho rodiče v roce 1870 nastěhovali se svými prarodiči. Po smrti Petra Laurentia Regouta a jeho manželky Aldegondy Marie Hoeberechts zdědil v roce 1878 Gustave zámek. Edmond tam vyrůstal s venkovskými radovánkami: staral se o své mazlíčky a zahradu, pracoval na polích s farmáři, střílel, lovil, jezdil na koni a v zimě bruslil. Všech pět bratrů milovalo jízdu na koni a lov. Každé podzim se na Vaeshartelt konaly velké lovecké hony, na které byli zváni členové rodiny a přátelé.
V rodině Regout-Pétryů se kromě maastrichtského dialektu mluvilo francouzsky, protože matka pocházela z Valonska a neměla dostatečné znalosti nizozemského jazyka. Edmond strávil střední školu na internátu u jezuitů v Katwijk-Binnenu (1880–1882). Dopisy, které psal rodičům, se zachovaly. Byly psány francouzsky, jazykem, který musel ovládat každý, kdo si přál být ve vyšší společnosti. Svým bratrům však psal dopisy v nizozemštině.

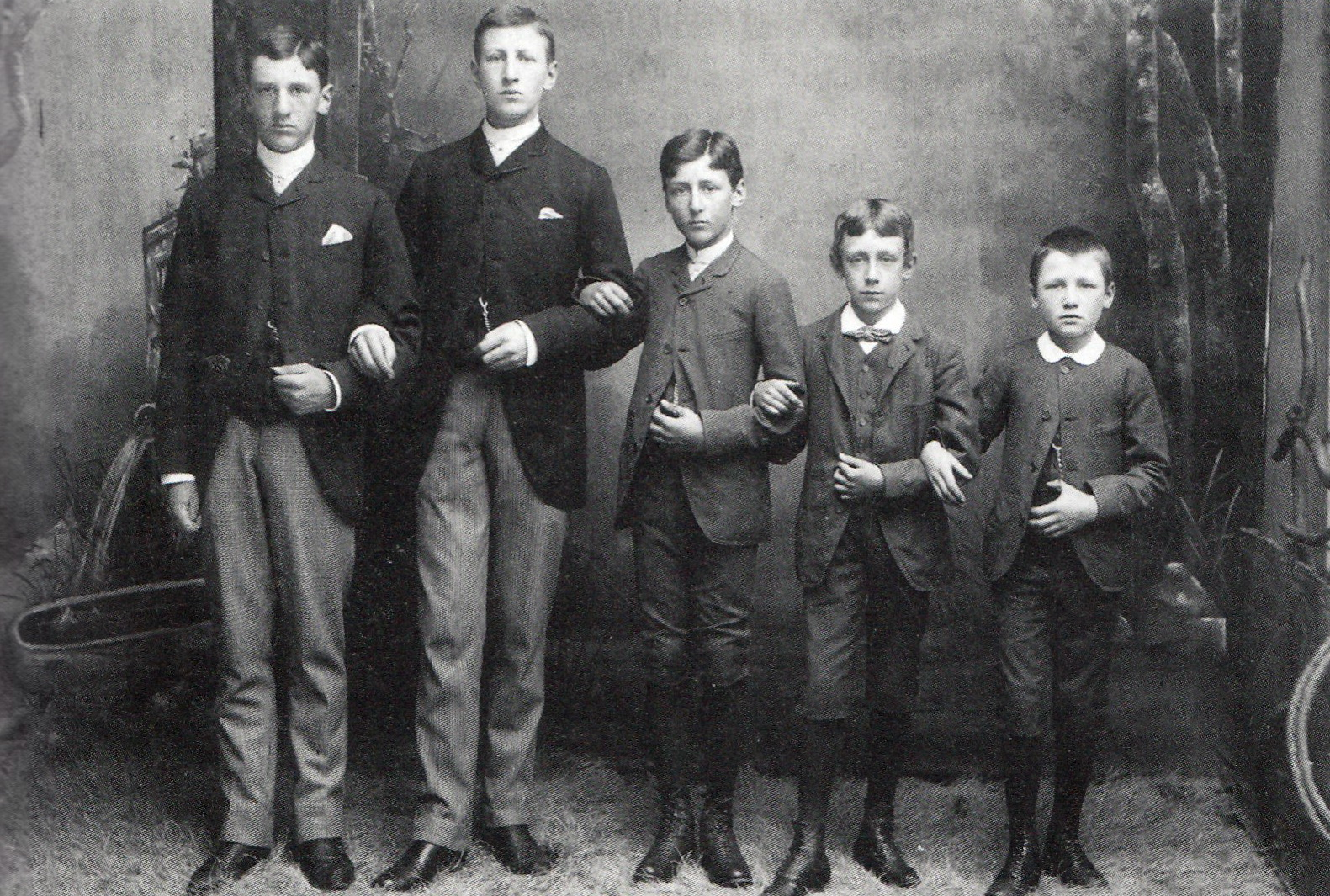
Pět bratrů: Gustave, Edmond, Alphonse, Adolphe a Eduard, asi 1883

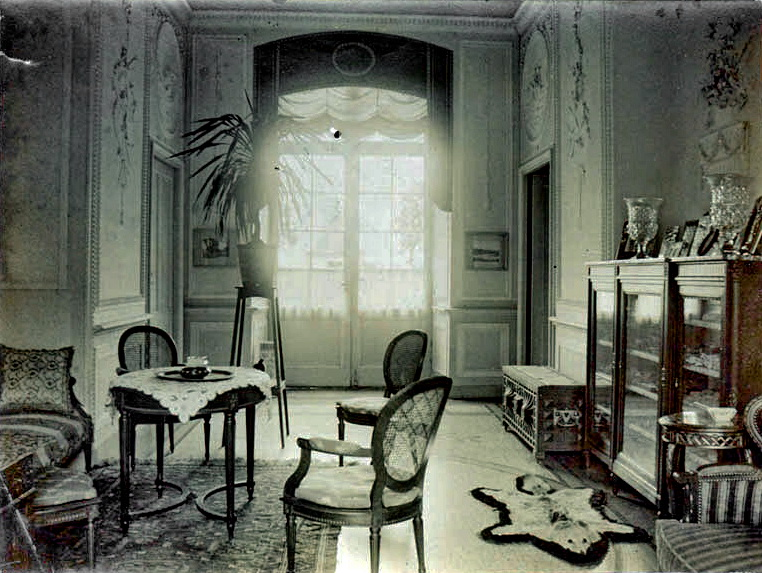
Síň zámku Meerssenhoven, 1910

Z pěti synů Gustava Regouta aspiroval pouze nejstarší (Gustave II) a druhý nejmladší (Adolphe) na práci v (raných) šlépějích svého otce, strýců a dědečka. Oba zastávali vedoucí pozice v rodinném podniku, N.V. De Sphinx v/h Petrus Regout &amp; Co. Ostatní synové tuto ambici neměli. Edmond v letech 1888 a 1889 dva roky studoval zemědělské vědy na Katolické univerzitě v Lovani. Celý život se stále zajímal o zemědělství a život jako vlastník půdy. Po univerzitě nastal čas na jeho představení beau monde, nejprve v Lutychu a poté v Bruselu. Kontakty s jeho mateřskou belgickou rodinou vedly k jeho první plavbě. V prosinci 1893 odešel do Londýna a odtud odcestoval do Irska, kde hledal své kořeny, rodinu Plunkett de Rathmore, v Gaeltachtu.
V letech 1894 až 1903 Edmond Regout nakonec podnikl tři velké cesty: na koňskou farmu v Glendive v Montaně (USA) (1895), do Nizozemské východní Indie a Japonska (1898–1899) a v letech 1902–1903 o něco dále Dálný východ: Cejlon, Hongkong, Čína, Port Arthur, Moskva a Berlín. Cestování stálo peníze, ale Edmond Regout dokázal lokálně omezit náklady tím, že cestoval za snížený rozpočet: žádné drahé hotely, žádné honosné večírky a oslavy. Dostával příspěvek od svého otce a další od své mimořádně bohaté matky. V roce 1895 žil s příjmem přibližně tří tisíc guldenů ročně (v roce 2018 převeden na více než 42 454 eur); v pozdějších letech jako rentier svých akcií a výnosů z vlastního majetku.
Po návratu z Asie žil Edmond Regout v roce 1903 jako stevard ve službách svého otce na malém zámku Meerssenhoven, který koupil o rok dříve od rodiny Olislagersů. O čtyři roky později, v roce 1907, mu otec dal majetek, který po desetileté cestovní horečce neopustil po zbytek svého života. V roce 1908 se Edmond Regout pokusil změnit své jméno na „Regout van Meerssenhoven“, a to jen proto, že v Maastrichtu a jeho okolí žilo desítky Regoutů a bylo užitečné se od nich odlišit. Změna jména však nebyla povolena. Edmond Regout zůstal svobodný a zemřel v roce 1926 po několikaměsíční nemoci ve věku 55 let. Byl pohřben v rodinném mauzoleu Regoutsů vedle baziliky Meerssen.

## Zámek Meerssenhoven
Kousek od zámku Vaeshartelt se nacházel zámek Meerssenhoven, který byl součástí obce Itteren. Dům byl podstatně menší než Vaeshartelt. Byl postaven v letech 1743–1744 podle návrhu maastrichtského architekta Matheia Soirona. Interiér ve stylu Ludvíka XVI. představoval omítnuté zdi s medailony, pravděpodobně Petra Nicolaase Gaginiho. Edmond modernizoval a vylepšoval poněkud zanedbanou budovu. O rok později (1908) přidal k zámku věž s klenutou střechou a věží. Některé pokoje byly vyzdobeny trofejemi a suvenýry z jeho cest. Například fotografie sálu z roku 1910 zobrazuje truhlu s pravděpodobně jávskými řezbami a medvědí kůží na zemi. Po Edmondově smrti zdědil zámek a Meerssenhovenův majetek jeho bratr Edouard, který již vlastnil Vaeshartelt. Po rodinném dramatu v roce 1939, kdy Edouard zabil svou manželku Sophii van der Does de Willebois, a v důsledku toho strávil několik let ve vězení, spravoval rodinný majetek jediný Edouardův syn Adhemar (1919–1953). Začalo to kolem roku 1950 výsadbou ovocných sadů s nízkými kmeny, něco, co poznal v Austrálii, a které bylo v té době první v Nizozemsku. Smrtelná autonehoda ve Švédsku však tento experiment ukončila. Zámky Vaeshartelt i Meerssenhoven byly ještě v témže roce vydraženy .

## Cestování po světě

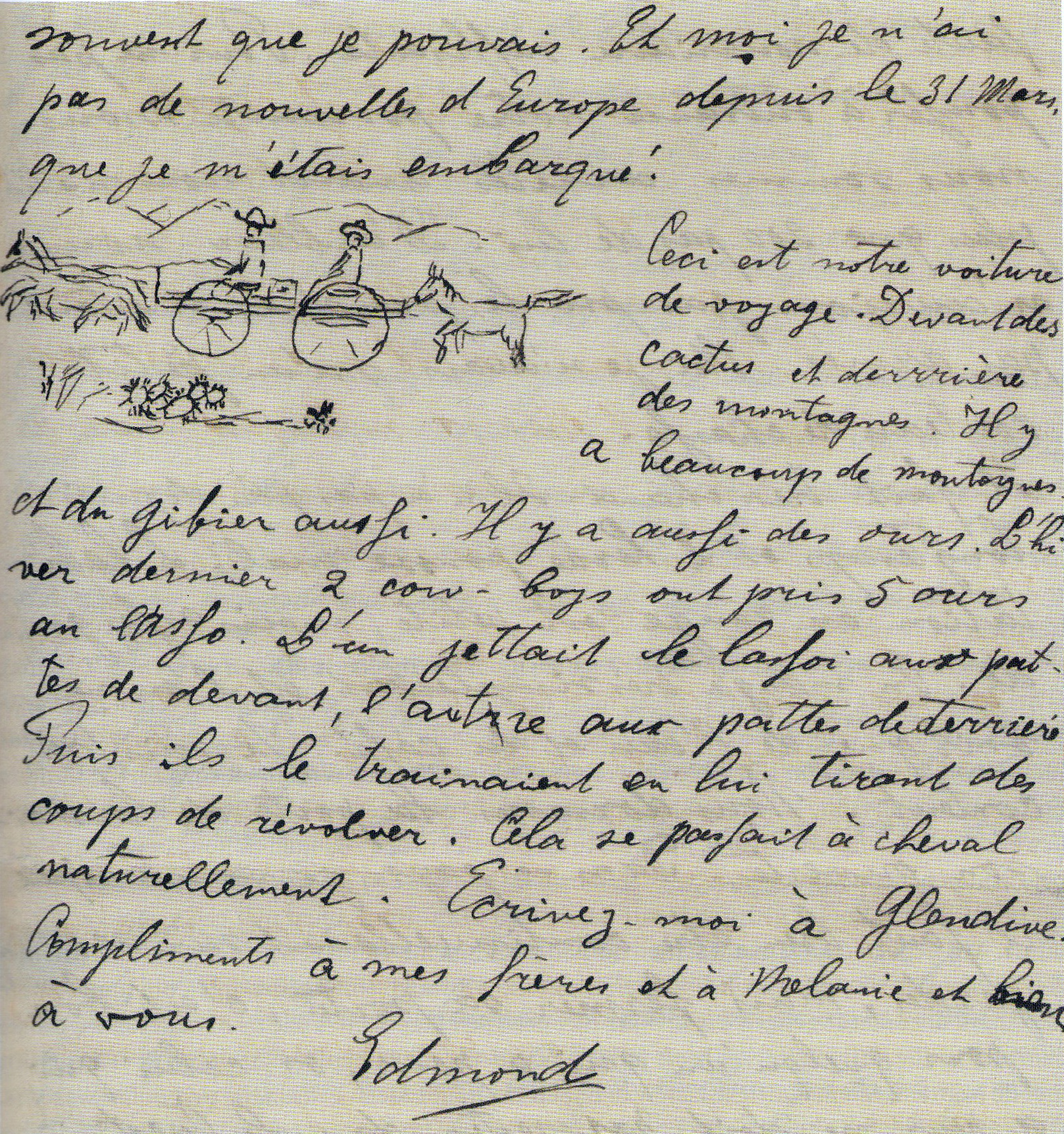
Dopis Edmonda Regouta jeho rodičům, Miles City, 23. dubna 1895

Kolem roku 1900 bylo cestování po celém světě vyhrazeno pro malou privilegovanou skupinu. Edmond Regout byl v provinčním městě Maastricht společně se starším lékařem Lambertem van Kleefem, novinářem Georgem Nypelsem, fotografem a filmařem Louisem Sohlem a dobrodruhy Alphonsem Hustinxem a Theem Regoutem, kteří jako jeden z mála zachytili jejich touhu slovy a snímky. Byly zdokumentovány tři skvělé cesty provedené Edmondem v letech 1895 až 1903. Existuje také výměna dopisů o jeho návštěvě Irska v zimě 1893–1894. Není známo, zda podnikl další cesty navíc. Jeho cesty po Indii trochu připomínají popis Bas Veth v jeho životě v Nizozemské Indii (1900). Historik Rolf Hackeng považuje dopisy, které Edmund Regout napsal svým rodičům a bratrům jako cestovatel, za přechodnou formu cestopisu a ego dokumentu. Z tohoto důvodu požádal svou rodinu, aby byly dopisy v bezpečí. Padesát dopisů plus dvě alba s fotografiemi, které vytvořil on nebo ostatní, jsou součástí rodinného archivu Regouts a jsou uloženy v Regionálním historickém centru Limburg v Maastrichtu.

### První cesta (1895)
Edmond uskutečnil svou první velkou cestu do Severní Ameriky od konce března do září 1895. Přejel z Antverp do New Yorku za jedenáct dní s SS Friesland Red Star Line (s 24 kufry!). V New Yorku se seznámil se známým Leopoldem Beckem z Kortrijku, který už čtyři roky žil v Americe. Spolu s Beckem navštívil New York a Chicago a poté odcestoval na Beckův koňský ranč v Glendive v Montaně. Edmond vypomáhal na ranči, na jaře shromažďoval označkované koně rozptýlené po prérii, což někdy vyžadovalo dny procházení prérií a takzvaných badlands. Po dvou měsících zvládl živnost a dokonce mu byla nabídnuta placená práce, kterou odmítl. Dny trávil také lovem, zejména ovcí tlustorohých (prérijních psů. Zabil také jedovatého chřestýše a vysloužil si přezdívku „Rattlesnake Edd“. Jeho dopisy ukazují, že si opravdu užíval „pocit svobody“ v prérii. Nosil flanelové košile, málo se holil a žvýkal žvýkací tabák. O Indiánech neměl valné mínění. Myslel si, že město Glendive je jen „díra“. Koncem srpna Glendive opustil. Dne 20. září se vrátil stejnou lodí do přístavu v Antverpách.

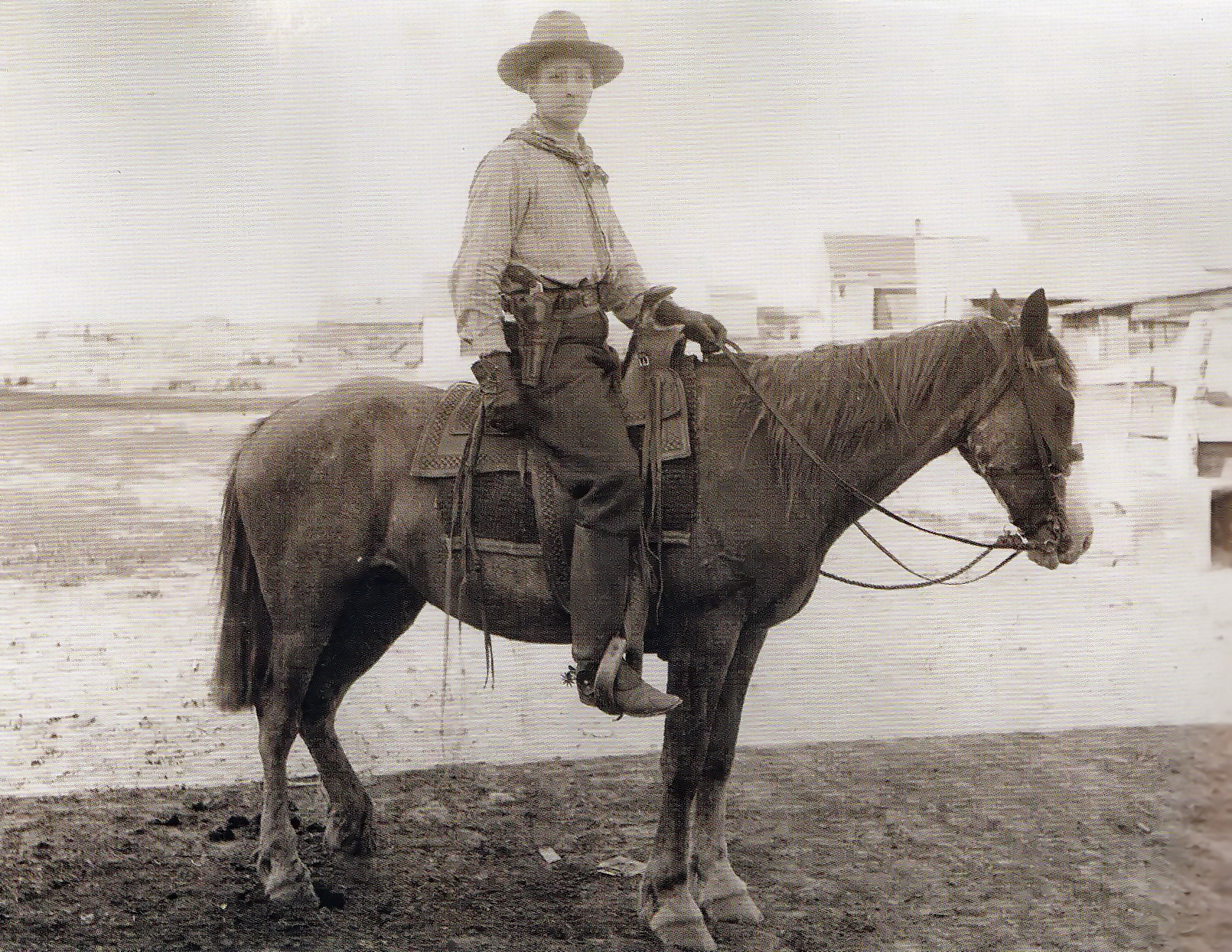
Edmond jako kovboj
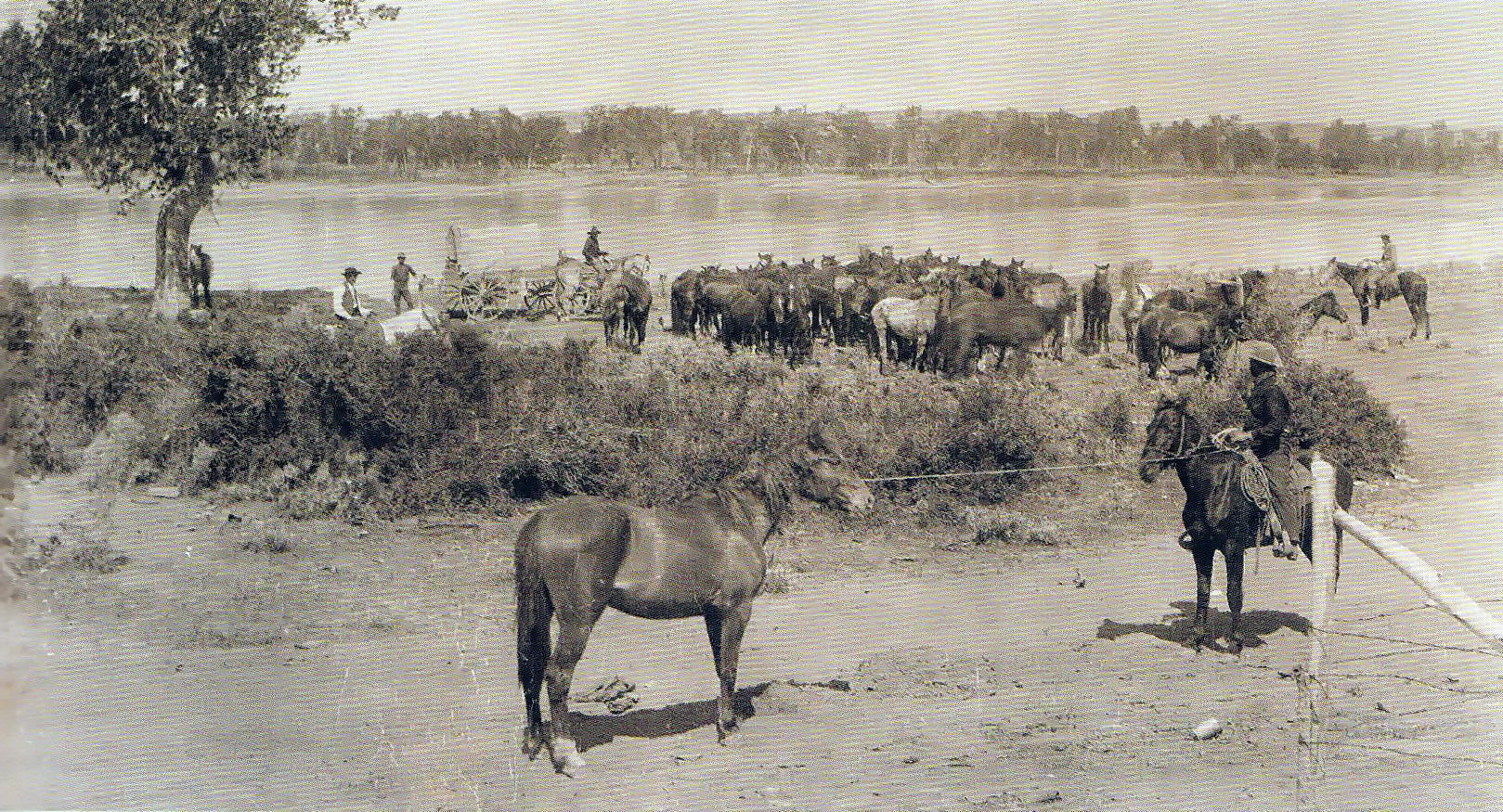
Během „značkování koní“
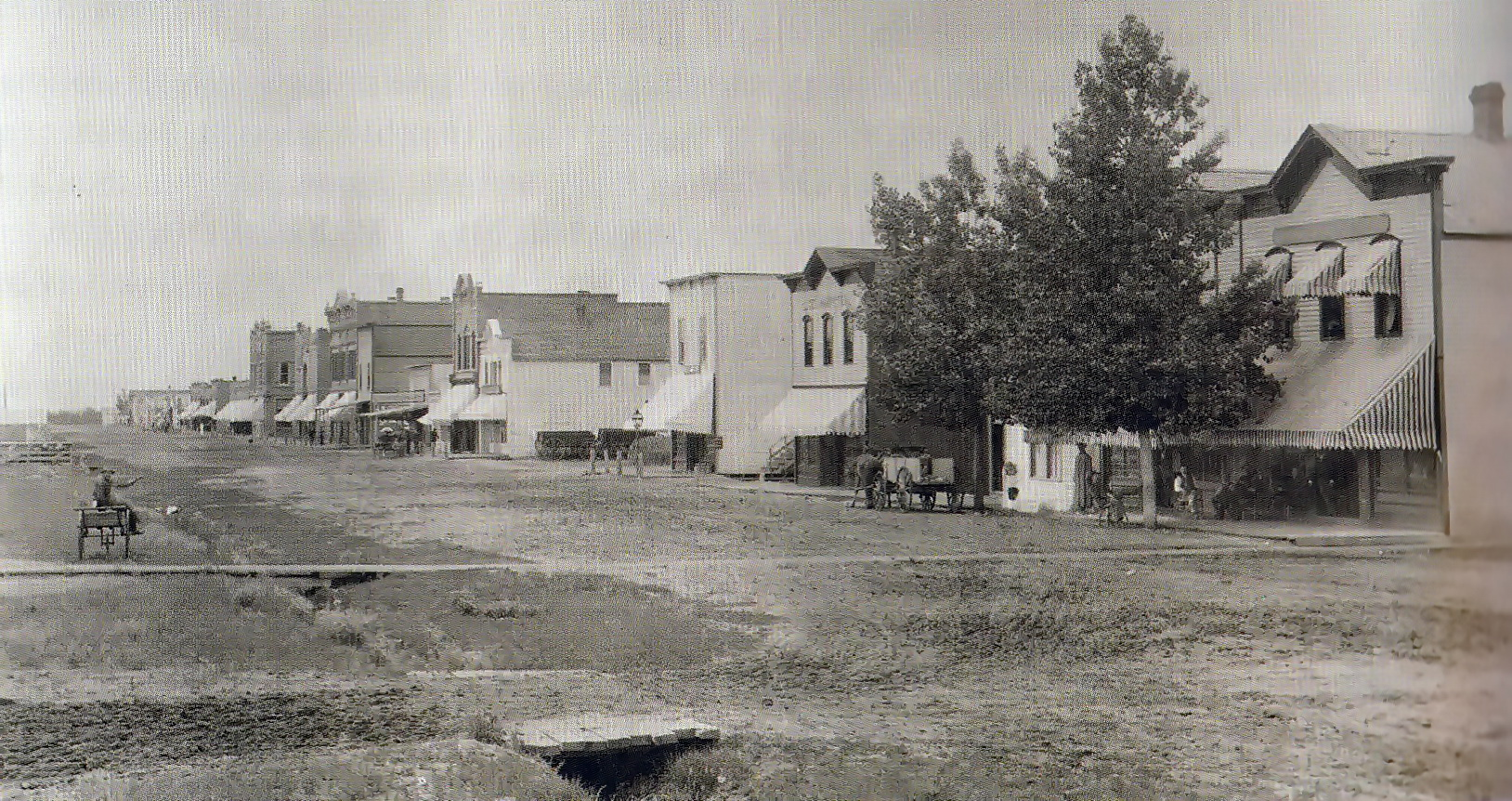
Hlavní ulice v Glendive
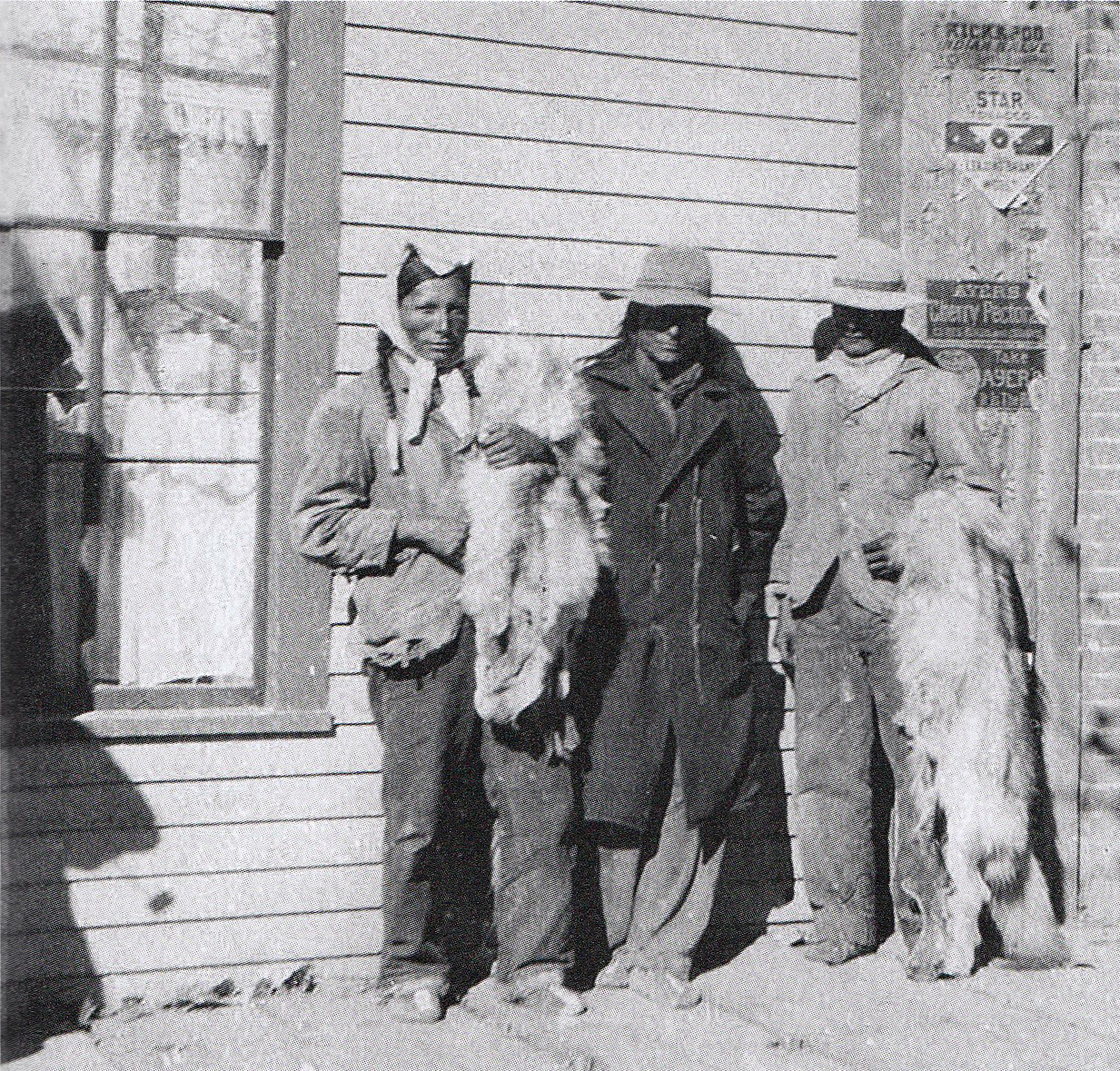
Indiáni v Glendive

### Druhá cesta (1898–1899)

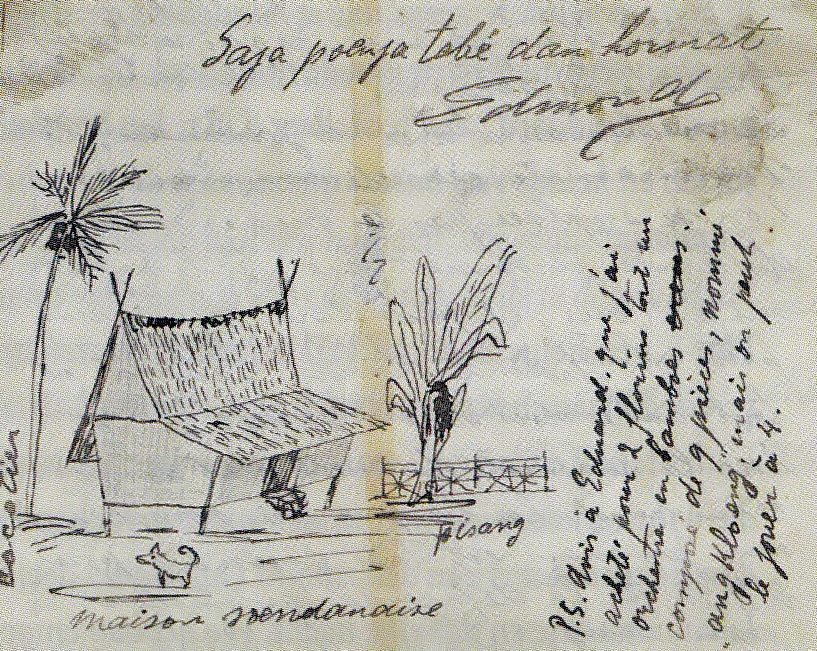
Náčrt sundanského domu v dopise z Garoetu ze dne 7. října 1898

Druhá cesta, od května 1898 do jara / léta 1899, směřovala do Nizozemské východní Indie a případně do Japonska. Edmond opustil Marseille 19. května 1898 s SS Gedé do Batavie, kam dorazil 13. června. Na Západní Jávě pobýval déle než šest měsíců ve městě Garoet v horách, kde se co nejvíce snažil vyhýbat povinnostem s jinými Evropany. Edmond se zajímal o život „domorodců“, ale zároveň projevoval nadřazený západní přístup. Mezi jeho hlavní zážitky patřila lovecká dobrodružství. Jednou se mu jen těsně podařilo uniknout tygrovi. Doručování pošty bylo velkým problémem, jeho dopisy dokazují: buď měsíce poštu nedostával, nebo dostal tolik dopisů najednou, že nemohl všem osobně odepsat. Poslední dopis z Indie pochází z 25. února 1899, ale v něm oznámil, že se pravděpodobně vrátí až v létě. V té době pravděpodobně také navštívil Japonsko, protože jedna z fotografií v albu nese nápis „Souvenir de voyage Japon 1899 E.R.“ V říjnu téhož roku dostal dopis od Číňana, kterého potkal na zpáteční cestě na palubě francouzské zaoceánské lodi SS Ernest Simons.

### Třetí cesta (1902–03)
Od září 1902 do dubna 1903 Edmond cestoval na Cejlon v Indii, Hongkong, Kanton, do Japonska a zpět Transsibiřským expresem. Měl také vízum do Vietnamu, ale není jisté, zda tuto zemi navštívil. Částečně podnikl tento třetí výlet se svým nejmladším bratrem Eduardem, ale dostal malárii a musel cestu v Indii přerušit. Kanton se třemi miliony obyvatel považoval za mimořádně zajímavý. V Japonsku přitahoval pozornost domorodců se svou výškou 185 cm. V Kjótu se snažil co nejvíce přizpůsobit, ale na tamní jídlo si nedokázal zvyknout. Mimo jiné navštívil nejdůležitější hrnčířskou továrnu v zemi a ujistil své příbuzné, že se prozatím nemusí obávat konkurence z Japonska, ale že se země rychle rozvíjí, což by situaci mohlo brzy změnit.

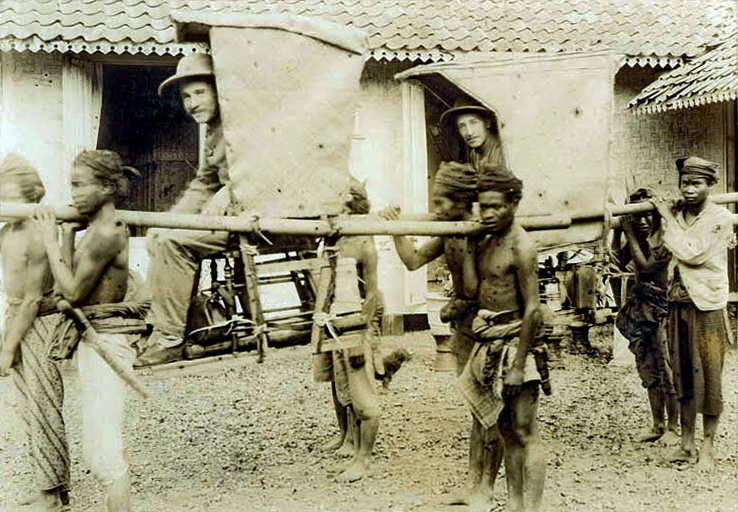
Eduard a Edmond na Javě
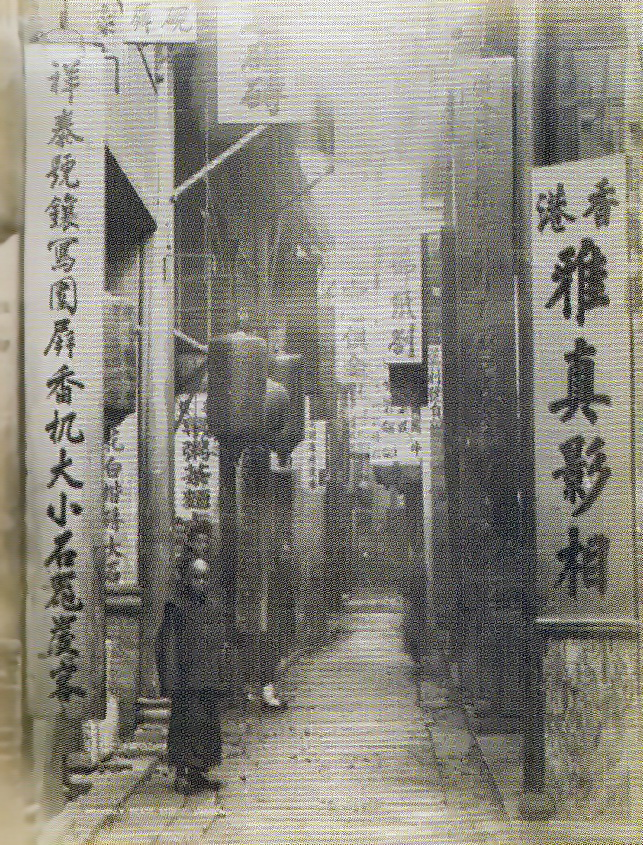
Ulice v Kantonu (Kanton)
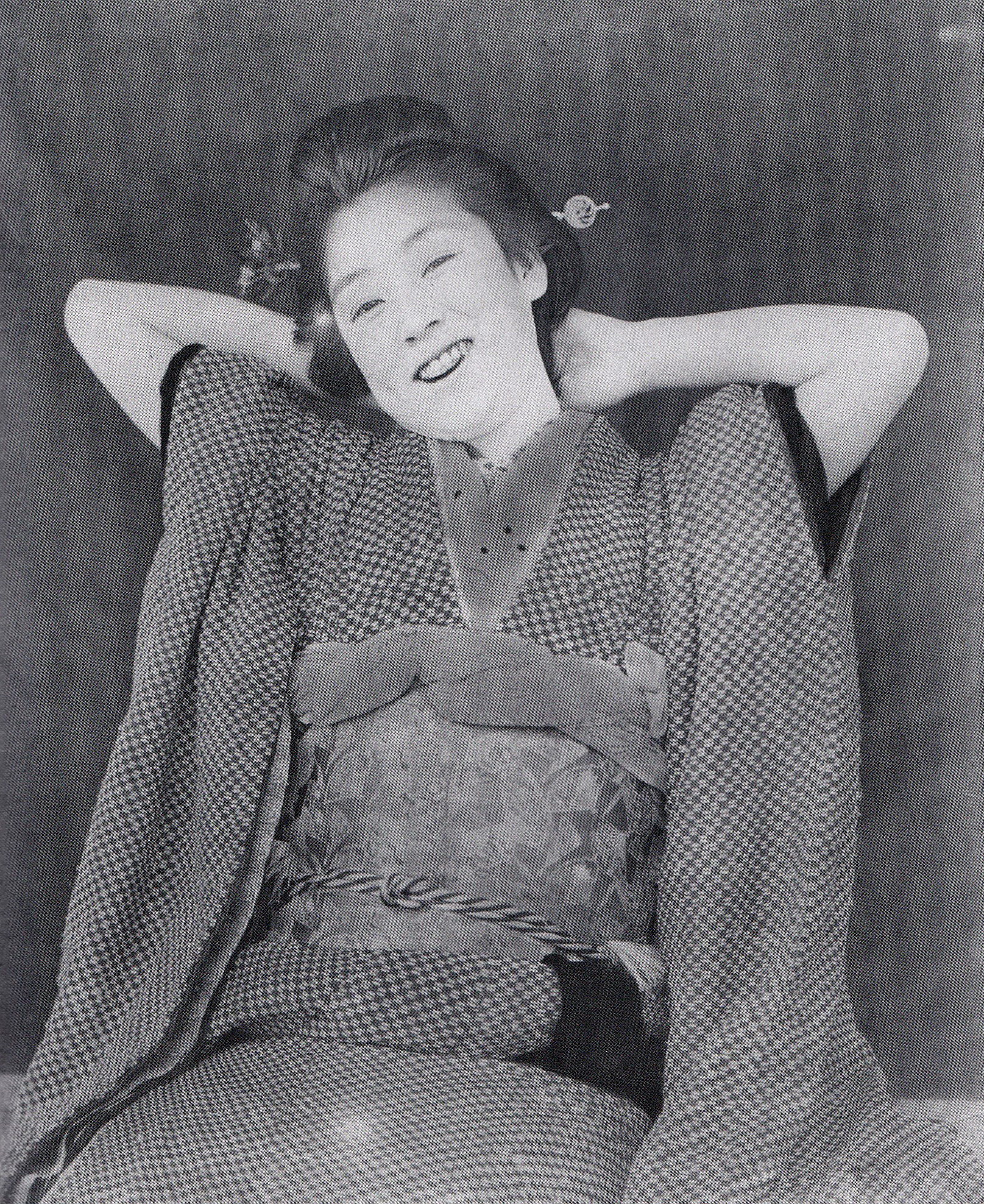
Japonská gejša
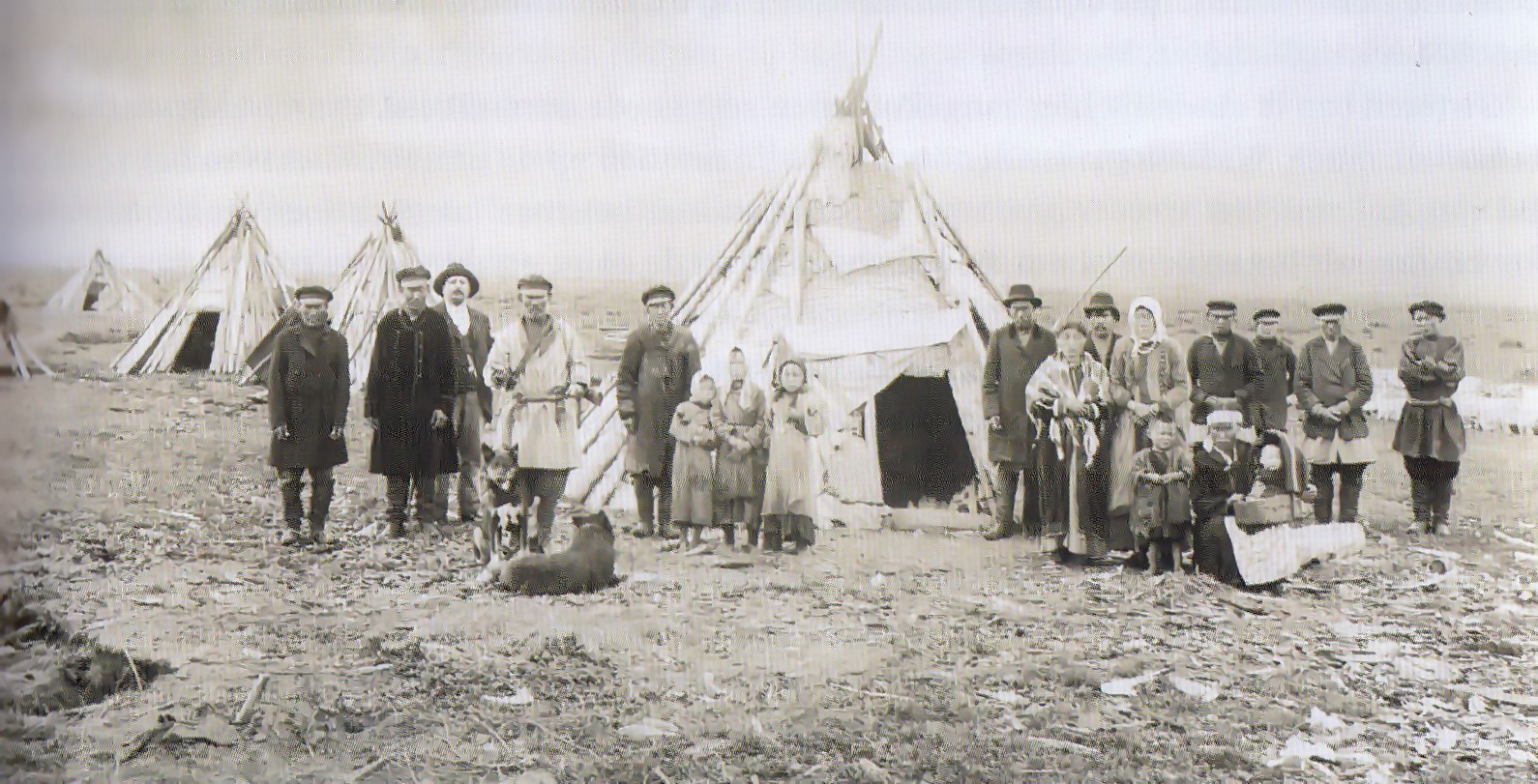
Kočovníci u Bajkalského jezera